# Nikolaj Rogožkin
Nikolaj Aleksandrovič Rogožkin (in russo Николай Александрович Рогожкин?; Volgograd, 21 dicembre 1993 – 5 maggio 2023) è stato un cestista russo.